# Giuseppe Raffa
Giuseppe Raffa (Melito di Porto Salvo, 3 agosto 1959) è un politico italiano, ex  Presidente della Provincia di Reggio Calabria.

## Biografia
Il 30 maggio 2002 è stato nominato vicesindaco di Reggio Calabria e ha ricoperto l'incarico fino al 14 maggio 2010 quando è subentrato come Sindaco ad interim dopo l'elezione di Giuseppe Scopelliti a Presidente della Regione Calabria.
Dal 14 maggio 2010 al 16 maggio 2011 è stato sindaco facente funzioni della città di Reggio Calabria; è succeduto a Giuseppe Scopelliti, eletto presidente della regione Calabria. Inizialmente esponente di Forza Italia, ha aderito in seguito al Popolo della Libertà.
Per due legislature è stato eletto nel consiglio provinciale di Reggio Calabria (collegio Pellaro – Motta San Giovanni). Sempre nella città calabrese ha ricoperto la carica di consigliere comunale per quattro legislature consecutive.
Dal 30 maggio 2011 al 6 febbraio 2016 è stato presidente della Provincia di Reggio Calabria. A seguito  di una sua segnalazione, quando era sindaco f.f., informava il Comandante del Gruppo della Guardia di Finanza di Reggio Calabria che presso la sede storica del Comune ubicata in Palazzo San Giorgio si erano verificati alcuni episodi di assenteismo del personale dipendente è stato possibile denunciare 95 impiegati che facevano un uso irregolare del badge segnapresenze. Questa operazione della Finanza è stata denominata "Tornosubito".
Nel 2017 aderisce a Direzione Italia due anni dopo a Fratelli d'Italia.